# Sânzio de Azevedo
Rafael Sânzio de Azevedo (Fortaleza, 11 de fevereiro de 1938) é um professor, poeta, ficcionista, crítico literário e ensaísta brasileiro.

## Biografia
Filho do poeta e pintor Otacílio de Azevedo, trabalhou inicialmente como desenhista de rótulos de aguardente.
Foi revisor do jornal O Estado de S. Paulo. Cursou Letras na Universidade Federal do Ceará (UFC), tornando-se professor do curso de Letras da mesma instituição. Seu doutorado foi efetuado na UFRJ tendo como orientador Afrânio Coutinho. A tese versava sobre a Padaria Espiritual e o Simbolismo no Ceará.
Desde 1973 é membro da cadeira número 1 da Academia Cearense de Letras cujo patrono é Adolfo Caminha.
Desempenha um papel preponderante como pesquisador, especialmente no que diz respeito às letras do Ceará, sendo referência no assunto.
Fez mais de vinte livros, a maioria composta de ensaios. Alguns trabalhos foram publicados na Colóquio/Letras de Lisboa e na Revista Brasileira da ABL.
É autor da antologia Parnasianismo, 2006, da editora Global. Também editou Alberto de Oliveira na série Melhores poemas.

## Obras
- A terra antes do homem. S. Paulo: Edart, 1962;
- Literatura cearense. Fortaleza: ACL, 1975;
- Aspectos da literatura cearense. Fortaleza: EUFC, 1982;
- A Padaria Espiritual e o Simbolismo no Ceará. Fortaleza: Sec. de Cultura, 1983 (2ª ed.Fortaleza: UFC, 1996);
- Dez ensaios de literatura cearense. Fortaleza: UFC, 1985;
- Novos ensaios de literatura cearense. Fortaleza: UFC, 1992;
- O Modernismo na poesia cearense. Fortaleza: Sec. de Cultura, 1995;
- Para uma teoria do verso. Fortaleza: EUFC, 1997;
- Adolfo Caminha (Vida e obra). Fortaleza: UFC, 1997; (2ª ed. Fortaleza: EUFC, 1999);
- Cruz e Sousa e a Teoria do Verso, 1999;
- O Parnasianismo na poesia brasileira, 2004;
- Cantos da longa ausência. S. Paulo: Bentivegna, poesia, 1966;
- Canto efêmero. Fortaleza, Sec. de Cultura, poesia, 1986;
- Cantos da antevéspera, poesia, Fortaleza: UFC, 1999;
- Lanternas cor de aurora, poesia, Fortaleza: Imprensa Universitária, 2006.
- https://tuliomonteiroblog.wordpress.com/2020/01/28/das-origens-da-literatura-cearense-ao-estatuto-da-padaria-espiritual-por-tulio-monteiro/
- https://tuliomonteiroblog.wordpress.com/2020/01/23/sanzio-de-azevedo-mais-que-uma-entrevista-uma-aula-sobre-literatura/